# Паразити в гриві лева
«Паразити в гриві лева», або «Леви Ельдорадо» (фр. La vermine du lion) — науково-фантастичний роман французького письменника Франсіса Карсака, написаний в 1967 році. Дослівний переклад французької назви — «Паразити лева».
Твір входить до циклу «Тераї Лапрад». Основні мотиви роману — боротьба малих народів проти колоніалізму

## Сюжет
Дія роману відбувається на планеті Ельдорадо, де тубільці дуже схожі на землян. Жадібна до прибутків державна корпорація Міжпланетне Металургійне Бюро (ММБ), поводиться з тубільцями як з нижчою расою, їх цікавлять тільки прибутки від видобутку корисних копалин.
Стелла Гендерсон, журналістка і донька директора ММБ, прибуває на Ельдорадо під виглядом репортера з метою зібрати відомості, здатні подати тубільців в невигідному світлі. Вона наймає Тераї Лапрада — незалежного геолога, який дружить з багатьма племенами на планеті. Разом вони вирушають в експедицію.
В дорозі їм доведеться ховатися або битися з ворожими жителями Ельдорадо, а також пройти через релігійну війну в найбільшій державі Кено, де адепти відродженого кровожерного культу богині Беельби захоплюють владу. Лапрад починає підозрювати, що Стелла може бути не тією, за кого вона себе видає. Гине його місцева дружина Лаеле, Тераї, отримавши докази, що події були спровоковані ММБ, знищує жерців і зводить на престол імперії Кено, свого друга.
Після відльоту Стелли Лапрад намагається перешкодити ММБ отримати необмежену ліцензію на планету, яка дозволить їм розробляти будь-які райони, не рахуючись з жителями. Репортаж Стелли досягає своєї мети, однак її саму ізолюють. Тераї переходить на посаду штатного агента в Бюро Ксенології (державна структура, що суперничає з ММБ), закуповує велику партію зброї на планеті Нова Англія і, за допомогою капітана Фландрії, переправляє зброю на Ельдорадо.
Стелла, яка втекла з-під опіки ММБ розповідає Тераї про жахливі плани ММБ щодо геноциду тубільців і поваленню уряду. Тераї на чолі місцевої армії бере Порт-Метал. За законом, якщо тубільці пручаються землянам, на планеті оголошується карантин. Стелла гине від стріли брата Лаеле.

## Цікаві факти
- Тераї Лапрад — олімпієць, зростом 210 см (майже 7 футів). Його предки — європейці, китайці, полінезійці і індіанці.
- Події повісті «Гори Долі» передують подіям роману, хоча сама повість явно написана пізніше, оскільки в ній присутні багато деталей з роману.
- У Лапрада є лев Лео, інтелект якого штучно підвищено до рівня шестирічної дитини. Лео — продукт лабораторних досліджень батька Тераї, який був згодом убитий на Землі релігійними фундаменталістами.
- Основні мотиви роману — боротьба малих народів проти колоніалізму (тубільці Ельдорадо і Тераї Лапрад, нащадок полінезійців, індіанців крі і китайців — проти ММБ), а також боротьба з релігійним фанатизмом (вбивство батька Тераї, війна в Кено).